# Oscar 1932
A 4ª cerimônia de entrega dos Academy Awards (ou Oscars 1932), apresentada pela Academia de Artes e Ciências Cinematográficas, premiou os melhores atores, técnicos e filmes de 1931 no dia 10 de novembro de 1931, em Los Angeles e teve  como mestre de cerimônias Lawrence Grant.
O drama Cimarron foi premiado na categoria mais importante: melhor filme.

## Indicados e vencedores
| Melhor Filme - Cimarron – William LeBaron pela RKO Pictures - East Lynne – Winfield Sheehan pela Fox Film Corporation - The Front Page – Howard Hughes pela United Artists - Skippy – Adolph Zukor pela Paramount Pictures - Trader Horn – Irving Thalberg pela Metro-Goldwin-Mayer | Melhor Diretor - Norman Taurog – Skippy - Clarence Brown – A Free Soul - Lewis Milestone – The Front Page - Wesley Ruggles – Cimarron - Josef von Sternberg – Morocco |
| Melhor Ator/Actor (Principal) - Lionel Barrymore – A Free Soul - Jackie Cooper – Skippy - Richard Dix – Cimarron - Fredric March – The Royal Family of Broadway - Adolphe Menjou – The Front Page                                                                                   | Melhor Atriz/Actriz (Principal) - Marie Dressler – Min and Bill - Marlene Dietrich – Morocco - Irene Dunne – Cimarron - Ann Harding – Holiday - Norma Shearer – A Free Soul |
| Melhor História Original - The Dawn Patrol – John Monk Saunders - The Doorway to Hell – Rowland Brown - Laughter – Harry d'Abbadie d'Arrast, Douglas Doty e Donald Ogden Stewart - The Public Enemy – John Bright e Kubec Glasmon - Smart Money – Lucien Hubbard e Joseph Jackson   | Melhor Roteiro/Argumento - Cimarron – Howard Estabrook, baseado no romance homônimo de Edna Ferber - The Criminal Code – Seton I. Miller e Fred Niblo Jr., baseado na peça de Martin Flavin - Holiday – Horace Jackson, baseado na peça homônima de Philip Barry - Little Caesar – Francis Edward Faragoh e Robert N. Lee, baseado no romance de William R. Burnett - Skippy – Joseph L. Mankiewicz e Sam Mintz, baseado nas histórias em quadrinho de Percy Crosby |
| Melhor Direção de Arte - Cimarron – Max Rée - Just Imagine – Stephen Goosson e Ralph Hammeras - Morocco – Hans Dreier - Svengali – Anton Grot - Whoopee! – Richard Day | Melhor Cinematografia/Fotografia - Tabu – Floyd Crosby - Cimarron – Edward Cronjager - Morocco – Lee Garmes - The Right to Love – Charles Lang - Svengali – Barney McGill |
| Melhor Mixagem/mistura de Som - Paramount Pictures - Metro-Goldwyn-Mayer - RKO Pictures - Samuel Goldwyn Productions—United Artists | |

### Múltiplas indicações
- 7 indicações: Cimarron
- 4 indicações: Skippy e Morocco
- 3 indicações: The Front Page e A Free Soul
- 2 indicações: Holiday e Svengali